# Коломан I Асен
Коломан I Асен (болг. Коломан I Асен, Калиман I Асен, 1234–1246) — болгарський цар з 1241 до смерті.
Залишився після смерті свого батька Івана Асена II дитиною семи років. За 5 років помер, за деякими версіями, був отруєний. Болгарія за часів його правління була спустошена татарами, які повертались із Хорватії на Волгу (за іншою версією, були розбиті його батьком).
Папа Інокентій IV у цей час вимагав приєднання болгар до римської церкви, але безуспішно.